# Kollagen-Typ 5α2
Kollagen Typ V, alpha 2, auch bekannt als Alpha-2-Typ-V-Kollagen, ist ein fibrilläres Kollagen, das im menschlichen Organismus vom Gen COL5A2 codiert wird. Es ist integraler Bestandteil von Geweben und reguliert die Anordnung von heterotypischen Nervenfasern.

## Klinische Bedeutung
Mutationen in diesem Gen werden assoziiert mit dem Ehlers-Danlos-Syndrom, Klassischer Typ.
Ein Mangel an Alpha-2(V)-Ketten kann die Formation eines abdominalen Aortenaneurysmas verschärfen und die Anfälligkeit für Aortendissektionen und rupturierten Aneurysmata erhöhen. Daher kann COL5A2 als Target zur Identifizierung und Behandlung von nicht-syndromalen Patienten mit einer Anfälligkeit für Aortenaneurysmata und -dissektionen eingesetzt werden.
Die kolorektale Karzinogenese ist mit einer COL5A2-Expression in Stromazellen assoziiert. Außerdem könnte COL5A2 als potentieller Biomarker für Blasenkrebs betrachtet werden.